# Medallas de Chile en Atenas 2004
Las medallas de Chile en Atenas 2004 refieren a las tres preseas olímpicas obtenidas en el tenis masculino por Nicolás Massú —oro en dobles y oro en individuales— y Fernando González —oro en dobles y bronce en individuales— en dicha edición de los Juegos Olímpicos. Ambos tenistas jugaron una serie de extenuantes partidos y avanzaron simultáneamente a las finales de dobles e individual, torneos que se llevaron a cabo del 15 al 22 de agosto.
Massú y González le otorgaron a Chile las primeras medallas de oro en su historia olímpica, las únicas del país hasta la edición de 2024, cuando Francisca Crovetto ganó el oro en el tiro skeet femenino.
La obtención de estas tres medallas ha sido considerada una «hazaña» y ambos tenistas han sido conocidos como los «Héroes de Atenas» debido a lo agotador y angustioso que fue el proceso.

## Desarrollo
Tras la participación de Marcelo Ríos y Nicolás Massú en el torneo individual masculino en Sídney 2000, Chile volvió al tenis olímpico en Atenas 2004 con el propio Massú y Fernando González, clasificados como 14.º y 17.º en el ranking mundial de entonces. Ambos jugadores, y mejores amigos, se inscribieron tanto en el torneo individual como en el de dobles, que se llevaron a cabo en el Centro Olímpico de Tenis en cancha dura (DecoTurf).
| agosto               | do. 15    | lu. 16    | ma. 17    | mi. 18           | ju. 19           | vi. 20      | sá. 21 | do. 22 |
| -------------------- | --------- | --------- | --------- | ---------------- | ---------------- | ----------- | ------ | ------ |
| Individual masculino | 1.ª ronda | 1.ª ronda | 2.ª ronda | 3.ª ronda        | Cuartos de final | Semifinales | Bronce | Final  |
| Dobles masculino     | 1.ª ronda | 1.ª ronda | 2.ª ronda | Cuartos de final | Semifinales      | Bronce      | Final  | —      |

### Rondas iniciales
En el torneo individual masculino, González, 16.º cabeza de serie, ganó al griego Konstantinos Economidis (239.º) por 7-6 (2), 6-2; y Massú, que no registraba triunfos en canchas rápidas en la temporada (0-7 en 2004), venció a Gustavo Kuerten, 23.º del mundo y ex número uno, por 6-3, 5-7, 6-4. Posteriormente, González avanzó hasta semifinales tras haber derrotado consecutivamente al surcoreano Hyung-Taik Lee (78.º) por 7-5, 6-2; al estadounidense Andy Roddick, 2.º cabeza de serie, por 6-4, 6-4; y al francés Sébastien Grosjean, 8.º cabeza de serie, por 6-2, 2-6, 6-4. Massú alcanzó también las semifinales al haber vencido sucesivamente al estadounidense Vincent Spadea (26.º) por 7-6 (3), 6-2; al ruso Igor Andreev (55.º) por 6-3, 6-7 (4), 6-4, y al español Carlos Moyá, 3.er cabeza de serie, por 6-2, 7-5.
Simultáneamente, ambos tenistas chilenos habían jugado los partidos del torneo de dobles masculino. Massú, 69.º en el ranking de dobles, y González, en el 88.º puesto, derrotaron en la primera ronda a los bahameses Mark Knowles, 7.º en la clasificación de dobles, y Mark Merklein, por 7-5, 6-4. En la siguiente fase, vencieron a los argentinos Gastón Etlis y Martín Rodríguez, sextos cabezas de serie, por 6-3, 7-6 (2). En cuartos de final, se enfrentaron a la pareja favorita para adjudicarse el torneo, los hermanos estadounidenses Bob y Mike Bryan.

A mi juicio, era un partido clave. Fue el momento en que nos reunimos los cuatro [Massú, su técnico Patricio Rodríguez, González y su técnico Horacio de la Peña] y analizarnos la posibilidad de privilegiar los singles para no seguir desgastándonos y, quizás, perderlo todo. Al final nos miramos y dijimos: «Vamos por todo».
Horacio de la Peña, entrenador de Fernando González

Aunque los estadounidenses disfrutaban del tercer lugar del mundo, González y Massú los derrotaron por 7-5, 6-4.

### Rondas finales

#### Semifinales

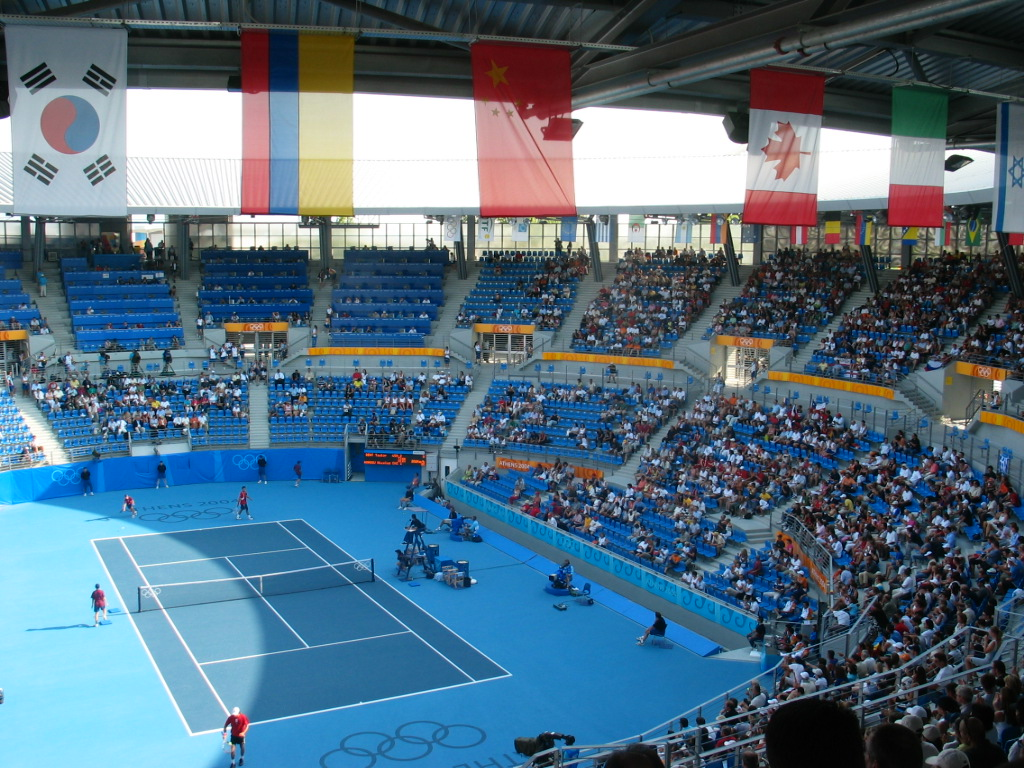
Nicolás Massú frente a Taylor Dent en la cancha Central

El jueves 19 de agosto, en las semifinales de dobles, González y Massú vencieron al binomio croata, formado por Mario Ančić e Ivan Ljubičić, por 7-5, 4-6, 6-4, triunfo que permitió el paso de la pareja chilena a la final de dobles.
El viernes 20 de agosto, las semifinales individuales se convirtieron en partidos entre Chile y Estados Unidos: Fernando González jugó contra Mardy Fish (22.º) y Nicolás Massú, contra Taylor Dent (29.º) a la misma hora. González obtuvo fácilmente el primer set ante Fish, mientras Massú luchaba por ganar a Dent en el tie-break. Sin embargo, la suerte de ambos cambió radicalmente. En el segundo juego del segundo set, González se esguinzó el tobillo, lo que impidió que pudiera seguir jugando normalmente; pese a luchar todo el partido, fue derrotado por Fish por 6-3, 3-6, 4-6. En cambio, Massú consiguió su propósito de pasar a la final al vencer a Dent por 7-6 (5), 6-1. La utópica final entre chilenos no llegó, pero Massú lucharía por el oro ante el verdugo de González.

Cuando estaba en semifinales decía «ahora o nunca», porque uno no sabe lo que puede pasar en cuatro años más.
Nicolás Massú, entrevista de 2014

—¿Cuál es el partido que más te dolió perder?
—Son varios. La semifinal de Atenas contra Mardy Fish (2004), la semifinal de Roland Garros ante Robin Soderling (2009) y la final de Australia frente a Roger Federer (2007).
Fernando González una vez retirado, entrevistado por Massú en 2012

—¿Pensaste que nos podíamos enfrentar en la final de Atenas en singles?
—Jugamos en canchas paralelas, ¿te acuerdas? tú en la central y a mí me tiraron a la uno (ríe). Fue todo súper loco ahí. Iba ganando, lo perdí y esa noche fue el día más triste de mi carrera hasta ese momento, mientras que tú estabas en el día más feliz de la tuya. Y todo en la misma pieza (habitación en la Villa Olímpica). Era un contraste súper grande y jugábamos la final de dobles al otro día, más encima. Y yo tenía que jugar por el bronce...
Fernando González, entrevistado por Massú en 2012

#### Bronce en individual
El sábado 21 de agosto, Fernando González algo logró recuperarse del tobillo y se enfrentó al estadounidense Taylor Dent por la medalla de bronce del torneo individual.
En el primer set, González ganó a Dent por 6-4; el segundo set, en el que el cansancio acumulado y la lesión comenzaron a alterar su juego, finalmente lo perdió 2-6. El tercero y decisivo fue extremadamente parejo, lo que hizo que se prolongara por dos horas; remontando dos puntos de medalla en contra, González selló su triunfo por 16-14.

Fueron más de siete horas de tenis en esa tarde. Tenía algo emocional muy fuerte ese partido. El día anterior había sido el más triste de mi carrera y ese fue el más feliz. Pasé de lo peor que podía sentir como tenista a lo mejor.
Fernando González, entrevista de 2014

Por suerte, le ganó a [Taylor] Dent. Era súper importante que ganara ese partido, porque así entraba de otra manera a la final [de dobles]. Si hubiera perdido, el ánimo en el camarín no hubiera sido el mismo. Por eso yo rogaba que ganara.
Nicolás Massú, entrevista de 2014

#### Oro en dobles
Ese mismo sábado 21 de agosto, dos horas después del partido por la medalla de bronce del torneo individual, se disputó la medalla de oro del torneo de dobles. El partido comenzó en Atenas aproximadamente a las 11 p. m. y duró 3 horas y 43 minutos, finalizando poco antes de las 3 a. m. del domingo 22 de agosto. 
Los alemanes Nicolas Kiefer y Rainer Schüttler llegaron con dos días de descanso para enfrentar a los extenuados González y Massú, especialmente el primero debido al partido jugado antes. Chile ganó el primer set por 6-2. En el segundo, y tras ir 4-2, al igual que con el partido anterior, el cansancio comenzó a hacerse patente, con González diciéndole a Massú que las piernas no le respondían; así, el partido cambió radicalmente. El segundo y tercer sets terminaron a favor de los alemanes por 4-6 y 3-6. En el cuarto set empataron a 6 y fueron a tie-break, en el que Kiefer y Schüttler llegaron a estar 6-2 y con cuatro puntos de medalla de oro. A esa altura del partido, los alemanes ya les gritaban en la cara los puntos a González y Massú, pero los chilenos remontaron el tie-break, de 2-6 a 9-7, y vencieron por 7-6 (7).

Estábamos 6-2 abajo en el tie break, con cuatro puntos de partido en contra. Pensé que estábamos listos, pero había que luchar hasta el último punto porque era la única oportunidad de nuestras vidas. Teníamos que irnos tranquilos. Fue el día más emocionante de mi carrera...
Fernando González, entrevista de 2014

Fernando, como es un luchador, entró bien, aunque un poco cansado, pero en todo momento no nos dimos por vencidos. Y cuando ganamos el cuarto set fue un nuevo despertar para los dos. Además, vi la cara de los alemanes y ya no tenían la misma actitud.
Nicolás Massú, entrevista de 2014

Todo se definió en el quinto y último set. Chile quebró el primer punto, pero Alemania se recuperó al siguiente y al cuarto juego volvió a quebrar, quedando 3-1. La fuerza de González y Massú permitió emparejar las cosas a 4. Chile quebró a su favor y logró defender su punto. En el último set, Chile logró obtener la primera medalla de oro olímpica en su historia al derrotar a Alemania por 6-4.
González logró sus dos medallas de forma casi heroica, con extenuantes partidos tanto en individuales como en dobles. En esta jornada en sus duelos por medallas, los chilenos jugaron cerca de 15 de las 24 horas. La euforia se apoderó de Chile mientras la tristeza embargaba a Kiefer y Schüttler. Los croatas Ančić y Ljubičić subieron también al podio a recibir la medalla de bronce, mientras el himno nacional de Chile se escuchaba por primera vez en una ceremonia de Juegos Olímpicos.

[...] no dimensionábamos lo que pasaba en Chile respecto al primer oro. Era algo grande, no sólo teníamos el sueño nosotros, también muchísima gente acá [en Chile]. Recién razonamos y vimos lo que realmente significó cuando volvimos.
Fernando González, entrevista de 2014

Estábamos esperando el transporte afuera cuando nos topamos con ellos [Kiefer y Schüttler] y los vimos mal. Y eso a mí no me deja para nada contento, porque los dos son colegas. Ver así a un tipo como Kiefer me descolocó. Fue duro porque nunca deseas que alguien esté llorando. Además, llorar por una derrota es durísimo, sobre todo cuando estás a punto de ganar y luego pierdes.
Nicolás Massú, entrevista de 2014

Ese día González y Massú fueron nombrados los deportistas del día por la organización de Atenas 2004. La prensa chilena calificó el triunfo como una batalla «dramática, heroica [y] épica».

#### Oro en individual
El domingo 22 de agosto, Nicolás Massú se enfrentó al estadounidense Mardy Fish por la medalla de oro del torneo individual.

Nosotros ganamos el oro y no me dejaron mucho saber lo que pasaba en Chile para no tener tanta presión.
Nicolás Massú, entrevista de 2014

A ese partido llegaba invicto, sabía que tenía muchas posibilidades de ganar. Mi miedo venía por la parte física. Llegaba con pocas horas de sueño y, más encima, me levanto y estaba totalmente contracturado. No me sentía como hubiera querido ante un rival que sacaba muy bien. Yo no tenía la misma fuerza, pero sí estaba con mucha confianza y estaba jugando el mejor tenis de mi vida. En la noche anterior estaba con los ojos como Los Simpsons.

Pensaba que era mi momento y que tenía que salir a buscarlo. Era mi momento. La decisión, la búsqueda, las ganas de hacer historia, el no conformarse, el querer un poco más, el respaldo de años de entrenamiento y todas las «sacadas de cresta» [ chilenismo: golpear(se) fuertemente] durante millones de horas entrenando eran para ese momento. Yo estaba preparado para aguantar esa carga física y sabía que iba a aguantar hasta que yo pudiera, y ese «yo pudiera» era bastante.
Nicolás Massú, entrevista de 2014

De igual forma que en los partidos anteriores, Massú obtuvo el primer set 6-3, pero Fish ganó los dos siguientes por 6-3 y 6-2. El chileno se repuso en el cuarto set y lo ganó por 6-3.

En el cuarto set el árbitro se equivoca en una pelota. Fue una equivocación dura, una pelota que pegó medio metro adentro y la cantó mala. Yo estaba en un momento complicado, la gente empezó a silbar y después todo el estadio me apoyó. Ahí me arranqué de la cabeza el tema del cansancio y empecé a pensar en sacar todo adentro y a gritar los puntos. Cuando gané el cuarto set, era una pelea hasta el final. Era como Rocky contra Iván Drago, en Rocky IV, era el último round. Me fui al baño, me miré al espejo y le pegué un manotazo a la pared. Me mojé la cara y me miré: «Es ahora o nunca. A lo mejor nunca más en tu vida vas a estar en este momento». Y luego me dije: «Anda y lucha hasta el final, hasta morir». Salí corriendo y sé que Fish me miró. Yo jugaba mucho con la visualización de las personas, es algo que me enseñaron los sicólogos desde chico. Nadie aseguraba que iba a ganar, pero con esa actitud, por lo menos, el tipo iba a saber que yo le iba a luchar y si había que jugar tres horas más, había que jugar. Sabía que, si jugaba bien y tenía mi posibilidad, iba a ganar. Le quebré una vez y gané el partido.
Nicolás Massú, entrevista de 2014

Finalmente, en un partido de cuatro horas, Massú derrotó al estadounidense por 6-4, obteniendo su segunda medalla de oro. El relator chileno que transmitía para TVN, Fernando Solabarrieta, emocionado por el triunfo, pronunció la recordada frase «[s]í, es cierto… ¡Estoy llorando en esta tribuna!». Tras recibir Massú la medalla de oro y González la de bronce, el himno nacional de Chile volvió a sonar en las tierras atenienses.

Cuando empecé, quería pasar a la historia por lo que hacía. En 2003 estaba cerca del top 10 y ahí ya estaba en un rango importante dentro del tenis mundial. Pero cuando gané los Juegos Olímpicos pasé a ser parte de la historia del deporte mundial. Es otro estatus. A lo mejor, a una persona le puedes decir que ganaste tal torneo, pero si no entiende de deporte no sabe lo que es. En cambio, si dices que ganaste dos medallas de oro en los Juegos Olímpicos, lo sabe cualquier persona. ¡Hasta un niño! Por eso en la última pelota contra Fish pensé: «No importa lo que pueda pasar mañana, déjame ganar este punto, porque así me puedo morir tranquilo». Fue un flash que se me vino a la mente justo cuando iba a sacar. Además, nadie lo ha hecho en el tenis y que haya tenido 100 % de efectividad, es una locura. Donde voy soy reconocido por las medallas. El nombre Nicolás Massú va de la mano de las dos medallas de oro en todos lados. Te da un respeto muy grande y un cariño y una admiración de la gente.

Me gustaría que me recordaran como un gladiador, un tipo que entregó todo por su país y porque intenté transmitir que nada es imposible, que sí se puede. Porque muchas veces se piensa que somos un país que está lejos de todo, que nos cuesta todo, que no hay esto, que no hay lo otro… Ahora, quizás, es menos. Yo siempre pensé que si uno está compitiendo tiene que entregar el 100 % y dar lo mejor. A mí me deja tranquilo que pude mandar ese mensaje a las nuevas generaciones que van a decir: «Massú ganó las dos medallas de oro y es chileno». Y lo mismo me pasaba con el Chino Ríos, que cuando empezó a ganarles a todos yo tenía 16 años y decía: «Él puede y es chileno; y si él puede, yo también puedo». Es una enseñanza de vida que me enseñó mi abuelo y yo la estoy traspasando. Hay que ir adelante, con personalidad. Creer que se puede.
Nicolás Massú, entrevista de 2014

He just kept getting better and better, and more untired [...] Maybe he was playing a little cat-and-mouse in the beginning. I just don't understand how someone gets less and less tired, keeps going hour after hour. I'm in pretty good shape, and I was getting tired there at the end.
Él sólo seguía mejorando, y cada vez menos cansado [...] Tal vez estaba jugando un poco al gato y al ratón en un principio. Simplemente no entiendo cómo alguien se cansa cada vez menos, con el paso de las horas. Yo estaba en muy buena forma, y al final me estaba cansando.
Mardy Fish, entrevista del 23 de agosto de 2004

Creo que fueron los 10 días más felices de mi vida.
Lo que hice en Atenas fue lo más grande de mi vida, un sueño hecho realidad.
Nicolás Massú, entrevista de 2016

Es lo más grande que me pasó como técnico. Primero, porque es muy difícil que un tenista logre las dos medallas de oro en los Juegos Olímpicos y, segundo, porque saldé una deuda con el deporte de mi país. Me había ido bien dirigiendo extranjeros, pero yo me preguntaba: «¿Cuándo me va a pasar esto con un compatriota?» Con este logro pude ser al fin profeta en mi tierra. Esas medallas fueron el broche soñado de mi carrera.
Patricio Rodríguez, entrenador de Nicolás Massú

## Llegada a Chile
Nicolás Massú y Fernando González regresaron a Chile el 13 de septiembre, cuando ambos fueron recibidos como héroes por la multitud que esperaba para vitorearlos. Desde el aeropuerto su primer paradero fue el Palacio de La Moneda, donde junto al entonces presidente chileno, Ricardo Lagos, se asomaron al balcón del segundo piso para saludar a miles de personas.

Esto es increíble. No se puede comparar con nada, la cantidad de gente que nos recibe es notable. Estoy contento por esto y tantas cosas más.
Nicolás Massú

Dan ganas de llorar al ver a la gente dándonos tanto cariño. Estaban arriba de sus camiones y sus autos; salieron de sus casas y sus trabajos para saludarnos. Esto no tiene nombre y quedará para siempre grabado en nuestra memoria.
Fernando González

Las dos medallas de oro conseguidas en el tenis masculino fueron las primeras en la historia olímpica de Chile, y las únicas del país hasta París 2024, cuando Francisca Crovetto ganó el oro en el tiro skeet femenino. La tiradora reconoció que «[aquello que] sembró en mí el espíritu olímpico fueron las medallas de Nico y Fernando, pero no por la victoria, sino por la emoción que me transmitieron».
Para conmemorar el vigésimo aniversario de la obtención de las medallas en Atenas 2004, el 20 de agosto de 2024 se llevaron a cabo dos partidos de exhibición, Fernando González contra Taylor Dent y Nicolás Massú contra Mardy Fish, para revivir los partidos por el bronce y el oro  del torneo individual, respectivamente. Tal como en los Juegos Olímpicos, los tenistas chilenos derrotaron a sus rivales estadounidenses: González a Dent por 6-3, 6-3 y Massú a Fish por 4-6, 6-2, 10-5.

## Cuadros del tenis masculino en Atenas 2004

### Rondas finales del torneo de dobles masculino en Atenas 2004
|  | Cuartos de final (18 de agosto de 2004) | Cuartos de final (18 de agosto de 2004)     | Cuartos de final (18 de agosto de 2004) | Cuartos de final (18 de agosto de 2004)     | Cuartos de final (18 de agosto de 2004) |                                             |                                          | Semifinales (19 de agosto de 2004) | Semifinales (19 de agosto de 2004) | Semifinales (19 de agosto de 2004)          | Semifinales (19 de agosto de 2004) | Semifinales (19 de agosto de 2004)    |                                          |                                          | Medallas de oro y plata (21 de agosto de 2004) | Medallas de oro y plata (21 de agosto de 2004) | Medallas de oro y plata (21 de agosto de 2004) | Medallas de oro y plata (21 de agosto de 2004) | Medallas de oro y plata (21 de agosto de 2004) | Medallas de oro y plata (21 de agosto de 2004) | Medallas de oro y plata (21 de agosto de 2004) |  |
|  |                                         |                                             |                                         |                                             |                                         |                                             |                                          |                                    |                                    |                                             |                                    |                                       |                                          |                                          |                                                |                                                |                                                |                                                |                                                |                                                |                                                |  |
|  |                                         |                                             |                                         |                                             |                                         |                                             |                                          |                                    |                                    |                                             |                                    |                                       |                                          |                                          |                                                |                                                |                                                |                                                |                                                |                                                |                                                |  |
|  | 1                                       | Bob Bryan (USA) Mike Bryan (USA)            | 5                                       | 4                                           |                                         |                                             |                                          |                                    |                                    |                                             |                                    |                                       |                                          |                                          |                                                |                                                |                                                |                                                |                                                |                                                |                                                |  |
|  | 1                                       | Bob Bryan (USA) Mike Bryan (USA)            | 5                                       | 4                                           |                                         |                                             |                                          |                                    |                                    |                                             |                                    |                                       |                                          |                                          |                                                |                                                |                                                |                                                |                                                |                                                |                                                |  |
|  |                                         | Fernando González (CHI) Nicolás Massú (CHI) | 7                                       | 6                                           |                                         |                                             |                                          |                                    |                                    |                                             |                                    |                                       |                                          |                                          |                                                |                                                |                                                |                                                |                                                |                                                |                                                |  |
|  |                                         | Fernando González (CHI) Nicolás Massú (CHI) | 7                                       | 6                                           |                                         | Fernando González (CHI) Nicolás Massú (CHI) | 7                                        | 4                                  | 6                                  |                                             |                                    |                                       |                                          |                                          |                                                |                                                |                                                |                                                |                                                |                                                |                                                |  |
|  |                                         |                                             |                                         |                                             |                                         | Fernando González (CHI) Nicolás Massú (CHI) | 7                                        | 4                                  | 6                                  |                                             |                                    |                                       |                                          |                                          |                                                |                                                |                                                |                                                |                                                |                                                |                                                |  |
|  |                                         |                                             |                                         | Mario Ančić (CRO) Ivan Ljubičić (CRO)       | 5                                       | 6                                           | 4                                        |                                    |                                    |                                             |                                    |                                       |                                          |                                          |                                                |                                                |                                                |                                                |                                                |                                                |                                                |  |
|  | 3                                       | Michaël Llodra (FRA) Fabrice Santoro (FRA)  | 6                                       | Mario Ančić (CRO) Ivan Ljubičić (CRO)       | 5                                       | 6                                           | 4                                        | 3                                  | 7                                  |                                             |                                    |                                       |                                          |                                          |                                                |                                                |                                                |                                                |                                                |                                                |                                                |  |
|  | 3                                       | Michaël Llodra (FRA) Fabrice Santoro (FRA)  | 6                                       |                                             |                                         |                                             |                                          |                                    |                                    |                                             |                                    |                                       |                                          |                                          |                                                |                                                |                                                |                                                |                                                |                                                |                                                |  |
|  |                                         | Mario Ančić (CRO) Ivan Ljubičić (CRO)       | 4                                       | 6                                           | 9                                       |                                             |                                          |                                    |                                    |                                             |                                    |                                       |                                          |                                          |                                                |                                                |                                                |                                                |                                                |                                                |                                                |  |
|  |                                         |                                             |                                         |                                             |                                         |                                             |                                          |                                    |                                    | Fernando González (CHI) Nicolás Massú (CHI) | 6                                  | 4                                     | 3                                        | 79                                       | 6                                              |                                                |                                                |                                                |                                                |                                                |                                                |  |
|  |                                         |                                             |                                         |                                             |                                         |                                             |                                          |                                    |                                    |                                             |                                    |                                       | 3                                        | 79                                       | 6                                              |                                                |                                                |                                                |                                                |                                                |                                                |  |
|  |                                         |                                             |                                         | Nicolas Kiefer (GER) Rainer Schüttler (GER) | 2                                       | 6                                           | 6                                        | 67                                 | 4                                  |                                             |                                    |                                       |                                          |                                          |                                                |                                                |                                                |                                                |                                                |                                                |                                                |  |
|  | 5                                       | Mahesh Bhupathi (IND) Leander Paes (IND)    | 6                                       | Nicolas Kiefer (GER) Rainer Schüttler (GER) | 2                                       | 6                                           | 6                                        | 67                                 | 4                                  | 6                                           |                                    |                                       |                                          |                                          |                                                |                                                |                                                |                                                |                                                |                                                |                                                |  |
|  | 5                                       | Mahesh Bhupathi (IND) Leander Paes (IND)    | 6                                       |                                             |                                         |                                             |                                          |                                    |                                    |                                             |                                    |                                       |                                          |                                          |                                                |                                                |                                                |                                                |                                                |                                                |                                                |  |
|  | 4                                       | Wayne Black (ZIM) Kevin Ullyett (ZIM)       | 4                                       | 4                                           |                                         |                                             |                                          |                                    |                                    |                                             |                                    |                                       |                                          |                                          |                                                |                                                |                                                |                                                |                                                |                                                |                                                |  |
|  | 4                                       | Wayne Black (ZIM) Kevin Ullyett (ZIM)       | 4                                       | 4                                           |                                         | 5                                           | Mahesh Bhupathi (IND) Leander Paes (IND) | 2                                  | 3                                  |                                             |                                    |                                       | Medalla de bronce (20 de agosto de 2004) | Medalla de bronce (20 de agosto de 2004) | Medalla de bronce (20 de agosto de 2004)       | Medalla de bronce (20 de agosto de 2004)       | Medalla de bronce (20 de agosto de 2004)       |                                                |                                                |                                                |                                                |  |
|  |                                         |                                             |                                         |                                             |                                         | 5                                           | Mahesh Bhupathi (IND) Leander Paes (IND) | 2                                  | 3                                  |                                             |                                    |                                       | Medalla de bronce (20 de agosto de 2004) | Medalla de bronce (20 de agosto de 2004) | Medalla de bronce (20 de agosto de 2004)       | Medalla de bronce (20 de agosto de 2004)       | Medalla de bronce (20 de agosto de 2004)       |                                                |                                                |                                                |                                                |  |
|  |                                         |                                             |                                         | Nicolas Kiefer (GER) Rainer Schüttler (GER) | 6                                       | 6                                           |                                          |                                    |                                    |                                             |                                    |                                       |                                          |                                          |                                                |                                                |                                                |                                                |                                                |                                                |                                                |  |
|  | 8                                       | Jonathan Erlich (ISR) Andy Ram (ISR)        | 6                                       | Nicolas Kiefer (GER) Rainer Schüttler (GER) | 6                                       | 6                                           | 2                                        | 2                                  |                                    |                                             |                                    | Mario Ančić (CRO) Ivan Ljubičić (CRO) | 7                                        | 4                                        | 16                                             |                                                |                                                |                                                |                                                |                                                |                                                |  |
|  | 8                                       | Jonathan Erlich (ISR) Andy Ram (ISR)        | 6                                       |                                             |                                         |                                             |                                          |                                    |                                    |                                             |                                    | Mario Ančić (CRO) Ivan Ljubičić (CRO) | 7                                        | 4                                        | 16                                             |                                                |                                                |                                                |                                                |                                                |                                                |  |
|  |                                         | Nicolas Kiefer (GER) Rainer Schüttler (GER) | 2                                       | 6                                           | 6                                       |                                             |                                          |                                    |                                    |                                             |                                    |                                       |                                          |                                          | 5                                              | Mahesh Bhupathi (IND) Leander Paes (IND)       | 65                                             | 6                                              | 14                                             |                                                |                                                |  |
|  |                                         |                                             |                                         |                                             |                                         |                                             |                                          |                                    |                                    |                                             |                                    |                                       |                                          |                                          | 5                                              | Mahesh Bhupathi (IND) Leander Paes (IND)       | 65                                             | 6                                              | 14                                             |                                                |                                                |  |
|  |                                         |                                             |                                         |                                             |                                         |                                             |                                          |                                    |                                    |                                             |                                    |                                       |                                          |                                          |                                                |                                                |                                                |                                                |                                                |                                                |                                                |  |

### Rondas finales del torneo individual masculino en Atenas 2004
|  | Cuartos de final (19 de agosto de 2004) | Cuartos de final (19 de agosto de 2004) | Cuartos de final (19 de agosto de 2004) | Cuartos de final (19 de agosto de 2004) | Cuartos de final (19 de agosto de 2004) |                   |    | Semifinales (20 de agosto de 2004) | Semifinales (20 de agosto de 2004) | Semifinales (20 de agosto de 2004) | Semifinales (20 de agosto de 2004) | Semifinales (20 de agosto de 2004)       |                                          |                                          | Medallas de oro y plata (22 de agosto de 2004) | Medallas de oro y plata (22 de agosto de 2004) | Medallas de oro y plata (22 de agosto de 2004) | Medallas de oro y plata (22 de agosto de 2004) | Medallas de oro y plata (22 de agosto de 2004) | Medallas de oro y plata (22 de agosto de 2004) | Medallas de oro y plata (22 de agosto de 2004) |  |
|  |                                         |                                         |                                         |                                         |                                         |                   |    |                                    |                                    |                                    |                                    |                                          |                                          |                                          |                                                |                                                |                                                |                                                |                                                |                                                |                                                |  |
|  |                                         |                                         |                                         |                                         |                                         |                   |    |                                    |                                    |                                    |                                    |                                          |                                          |                                          |                                                |                                                |                                                |                                                |                                                |                                                |                                                |  |
|  |                                         | Tomáš Berdych (CZE)                     | 4                                       | 1                                       |                                         |                   |    |                                    |                                    |                                    |                                    |                                          |                                          |                                          |                                                |                                                |                                                |                                                |                                                |                                                |                                                |  |
|  |                                         |                                         |                                         |                                         |                                         |                   |    |                                    |                                    |                                    |                                    |                                          |                                          |                                          |                                                |                                                |                                                |                                                |                                                |                                                |                                                |  |
|  |                                         | Taylor Dent (USA)                       | 6                                       | 6                                       |                                         |                   |    |                                    |                                    |                                    |                                    |                                          |                                          |                                          |                                                |                                                |                                                |                                                |                                                |                                                |                                                |  |
|  |                                         | Taylor Dent (USA)                       | 6                                       | 6                                       |                                         | Taylor Dent (USA) | 65 | 1                                  |                                    |                                    |                                    |                                          |                                          |                                          |                                                |                                                |                                                |                                                |                                                |                                                |                                                |  |
|  |                                         |                                         |                                         |                                         |                                         | Taylor Dent (USA) | 65 | 1                                  |                                    |                                    |                                    |                                          |                                          |                                          |                                                |                                                |                                                |                                                |                                                |                                                |                                                |  |
|  |                                         |                                         | 10                                      | Nicolás Massú (CHI)                     | 7                                       | 6                 |    |                                    |                                    |                                    |                                    |                                          |                                          |                                          |                                                |                                                |                                                |                                                |                                                |                                                |                                                |  |
|  | 3                                       | Carlos Moyá (ESP)                       | 10                                      | Nicolás Massú (CHI)                     | 7                                       | 6                 | 2  | 5                                  |                                    |                                    |                                    |                                          |                                          |                                          |                                                |                                                |                                                |                                                |                                                |                                                |                                                |  |
|  | 3                                       | Carlos Moyá (ESP)                       |                                         |                                         |                                         |                   |    |                                    |                                    |                                    |                                    |                                          |                                          |                                          |                                                |                                                |                                                |                                                |                                                |                                                |                                                |  |
|  | 10                                      | Nicolás Massú (CHI)                     | 6                                       | 7                                       |                                         |                   |    |                                    |                                    |                                    |                                    |                                          |                                          |                                          |                                                |                                                |                                                |                                                |                                                |                                                |                                                |  |
|  | 10                                      | Nicolás Massú (CHI)                     | 6                                       | 7                                       |                                         |                   |    |                                    |                                    |                                    |                                    |                                          | 10                                       | Nicolás Massú (CHI)                      | 6                                              | 3                                              | 2                                              | 6                                              | 6                                              |                                                |                                                |  |
|  |                                         |                                         |                                         |                                         |                                         |                   |    |                                    |                                    |                                    |                                    |                                          | 10                                       | Nicolás Massú (CHI)                      | 6                                              | 3                                              | 2                                              | 6                                              | 6                                              |                                                |                                                |  |
|  |                                         |                                         |                                         | Mardy Fish (USA)                        | 3                                       | 6                 | 6  | 3                                  | 4                                  |                                    |                                    |                                          |                                          |                                          |                                                |                                                |                                                |                                                |                                                |                                                |                                                |  |
|  |                                         | Mardy Fish (USA)                        | 6                                       | Mardy Fish (USA)                        | 3                                       | 6                 | 6  | 3                                  | 4                                  | 6                                  |                                    |                                          |                                          |                                          |                                                |                                                |                                                |                                                |                                                |                                                |                                                |  |
|  |                                         |                                         |                                         |                                         |                                         |                   |    |                                    |                                    | 6                                  |                                    |                                          |                                          |                                          |                                                |                                                |                                                |                                                |                                                |                                                |                                                |  |
|  |                                         | Mijaíl Yuzhny (RUS)                     | 3                                       | 4                                       |                                         |                   |    |                                    |                                    |                                    |                                    |                                          |                                          |                                          |                                                |                                                |                                                |                                                |                                                |                                                |                                                |  |
|  |                                         | Mijaíl Yuzhny (RUS)                     | 3                                       | 4                                       |                                         | Mardy Fish (USA)  | 3  | 6                                  | 6                                  |                                    |                                    | Medalla de bronce (21 de agosto de 2004) | Medalla de bronce (21 de agosto de 2004) | Medalla de bronce (21 de agosto de 2004) | Medalla de bronce (21 de agosto de 2004)       | Medalla de bronce (21 de agosto de 2004)       |                                                |                                                |                                                |                                                |                                                |  |
|  |                                         |                                         |                                         |                                         |                                         | Mardy Fish (USA)  | 3  | 6                                  | 6                                  |                                    |                                    | Medalla de bronce (21 de agosto de 2004) | Medalla de bronce (21 de agosto de 2004) | Medalla de bronce (21 de agosto de 2004) | Medalla de bronce (21 de agosto de 2004)       | Medalla de bronce (21 de agosto de 2004)       |                                                |                                                |                                                |                                                |                                                |  |
|  |                                         |                                         | 16                                      | Fernando González (CHI)                 | 6                                       | 3                 | 4  |                                    |                                    |                                    |                                    |                                          |                                          |                                          |                                                |                                                |                                                |                                                |                                                |                                                |                                                |  |
|  | 8                                       | Sébastien Grosjean (FRA)                | 16                                      | Fernando González (CHI)                 | 6                                       | 3                 | 4  | 2                                  | 6                                  | 2                                  |                                    |                                          |                                          | Taylor Dent (USA)                        | 4                                              | 6                                              | 14                                             |                                                |                                                |                                                |                                                |  |
|  | 8                                       | Sébastien Grosjean (FRA)                |                                         |                                         |                                         |                   |    |                                    |                                    | 2                                  |                                    |                                          |                                          | Taylor Dent (USA)                        | 4                                              | 6                                              | 14                                             |                                                |                                                |                                                |                                                |  |
|  | 16                                      | Fernando González (CHI)                 | 6                                       | 2                                       | 6                                       |                   |    |                                    |                                    |                                    |                                    |                                          |                                          |                                          | 16                                             | Fernando González (CHI)                        | 6                                              | 2                                              | 16                                             |                                                |                                                |  |
|  | 16                                      | Fernando González (CHI)                 | 6                                       | 2                                       | 6                                       |                   |    |                                    |                                    |                                    |                                    |                                          |                                          |                                          | 16                                             | Fernando González (CHI)                        | 6                                              | 2                                              | 16                                             |                                                |                                                |  |
|  |                                         |                                         |                                         |                                         |                                         |                   |    |                                    |                                    |                                    |                                    |                                          |                                          |                                          |                                                |                                                |                                                |                                                |                                                |                                                |                                                |  |

## Resultados del tenis masculino en Atenas 2004

### Medallas por eventos
| Evento                          | Oro                                         | Plata                                       | Bronce                                |
| Dobles masculino (detalles)     | Fernando González (CHI) Nicolás Massú (CHI) | Nicolas Kiefer (GER) Rainer Schüttler (GER) | Mario Ančić (CRO) Ivan Ljubičić (CRO) |
| Individual masculino (detalles) | Nicolás Massú (CHI)                         | Mardy Fish (USA)                            | Fernando González (CHI)               |

### Medallas por país
| N.º   | País                 | Oro | Plata | Bronce | Total |
| 1     | Chile (CHI)          | 2   | 0     | 1      | 3     |
| 2     | Alemania (GER)       | 0   | 1     | 0      | 1     |
| 2     | Estados Unidos (USA) | 0   | 1     | 0      | 1     |
| 4     | Croacia (CRO)        | 0   | 0     | 1      | 1     |
| Total | Total                | 2   | 2     | 2      | 6     |